# اچ‌ام‌وی‌اس گوردون
اچ‌ام‌وی‌اس گوردون (به انگلیسی: HMVS Gordon) یک کشتی است که طول آن ۵۶ فوت (۱۷ متر) می‌باشد. این کشتی در سال ۱۸۸۴ ساخته شد.